# Nathan East
Nathan Harrell East (Philadelphia (Pennsylvania), 8 december 1955) is een Amerikaanse jazz-, jazzfunk-, r&b- en soulmuzikant (basgitaar, cello, zang), songwriter en producent. Met meer dan 2000 opnames wordt East beschouwd als een van de meest opgenomen bassisten in de muziekgeschiedenis. East heeft een Bachelor of Arts-graad in muziek van de University of California, San Diego (1978). Hij is een van de oprichters van het hedendaagse jazzkwartet Fourplay en heeft nummers opgenomen, uitgevoerd en samen geschreven met artiesten als Bobby Womack, Eric Clapton, Michael Jackson, Joe Satriani, Peter Gabriel, George Harrison, Ringo Starr, Phil Collins, Stevie Wonder, Toto, Kenny Loggins, Daft Punk, Chick Corea en Herbie Hancock.

## Biografie
East werd geboren als een van de acht kinderen van Thomas en Gwendolyn East. Hij groeide op in San Diego (Californië), waar het gezin naartoe verhuisde toen hij vier was. East studeerde cello in de zevende tot en met de negende klas en speelde in het orkest van de plaatselijke Horace Mann junior high school. Op 14-jarige leeftijd ontwikkelde hij een interesse in de basgitaar en speelde hij in de kerk met zijn broers Raymond en David. Hij was actief in de muziekprogramma's van zijn Crawford middelbare school, samen met een plaatselijke top 40-band Power. Zijn vroege invloeden waren onder meer de contrabassisten Charles Mingus, Ray Brown en Ron Carter, en de basgitaristen James Jamerson, Paul McCartney en Chuck Rainey. East studeerde muziek aan de UC San Diego. Hij is ook een ervaren amateur-goochelaar en is lid van The Magic Castle en de Academy of Magical Arts.
East is een van de oprichters van de hedendaagse jazzband Fourplay met Bob James (toetsinstrumenten), Lee Ritenour op gitaar (later vervangen door Larry Carlton en Chuck Loeb) en Harvey Mason (drums). Hij heeft gewerkt met Bobby Womack (op het album The Poet), Babyface, Anita Baker, The Bee Gees, Eric Clapton, Steve Winwood, Peter Gabriel, Gail Ann Dorsey, Bryan Ferry, Herbie Hancock, George Harrison, Michael Jackson, Al Jarreau, Elton John, Quincy Jones, Earth, Wind & Fire, B.B. King, Kenny Loggins, The Love Unlimited Orchestra, The Manhattan Transfer, Laura Pausini, Savage Garden, Sting, Barry White en Stevie Wonder. Hij schreef mee aan het nummer Easy Lover voor Phil Collins en Philip Bailey. In 2013 nam hij de baslijn op voor de hit Get Lucky van 2013 van Daft Punk, die Grammy Awards won voor «Record of the Year» en «Best Pop Duo/Group Performance» (2014). Sinds de jaren tachtig maakt East deel uit van de studio- en tourneebands van Eric Clapton. East werd uitgenodigd om te spelen op We Are One: The Obama Inaugural Celebration in het Lincoln Memorial in Washington D.C. in 2009.
Begin 2010 werd hij uitgenodigd om mee te doen met de Amerikaanse Grammy Award-winnende rockband Toto tijdens hun reünietournee voor oud-lid Mike Porcaro, bij wie de diagnose amyotrofe laterale sclerose was gesteld. East voegde zich later bij Toto voor hun tournees in 2011 en 2012. Hij sloot zich aan bij de band van Eric Clapton voor concerten in Japan, Singapore, Thailand en Dubai in februari en maart 2014 en opnieuw voor de concerten van Madison Square Garden en de Royal Albert Hall in mei 2015. Easts titelloze debuut-soloalbum Nathan East werd uitgebracht op 25 maart 2014. Tijdens de opname werd hij vergezeld door een aantal van zijn oude medewerkers, waaronder Stevie Wonder, Michael McDonald, Eric Clapton, Ray Parker jr. en Greg Phillinganes.

## Instrumentarium
East speelt al sinds de jaren 1980 voornamelijk op basgitaren van het merk Yamaha. Yamaha ontwikkelde twee Nathan East signatuurbassen met hem: de Yamaha BBNE1 in 1995 en in 2001 de BBNE2. De actieve parametrische equalizer die in die instrumenten zit werd begin jaren 2000 ook als de Yamaha NE-1 in pedaalvorm uitgegeven.
In 2019 bouwde Yamaha een customshop, zes-starige, koploze basgitaar voor Nathan Rast die inklapbaar is zodat hij deze in het vliegtuig kan meenemen en onderweg kan oefenen. Het instrument is gebaseerd rond de technieken van Yamaha’s Silent Guitar en Silent Violin
Ook bespeelt hij een Yamaha SLB200 Silent Upright Bass; een electrische contrabas. Tijden Eric Clapton Unplugged speelde East op een akoestische basgitaar van gitaarfabrikant Guild en een akoestische contrabas.
Met versterkerfabrikant Laney ontwikkelde hij de Laney BCC-DB-EAST, een 1000 Watt signatuurversterker die twee instrumentaansluitingen heeft; een voor zijn basgitaar en een voor zijn staandebass.

## Prijzen en onderscheidingen
- Ivor Novello Award, British Academy of Songwriters, Composers and Authors voor Easy Lover
- Most Valuable Player (bas), International Rock Awards
- Bassist of the Year, U.S. National Smooth Jazz Awards
- Most Valuable Player (bas), N.A.R.A.S.
- Most Performed Work, ASCAP
- Geëerd door het Amerikaans Congres, 2007

## Discografie
Solo
- 2014: Nathan East (Yamaha Entertainment Group)
- 2015: The New Cool (Yamaha Entertainment Group) met Bob James
- 2017: Reverence (Yamaha Entertainment Group)

Met Fourplay
- 1991: Fourplay (Warner Bros.)
- 1993: Between the Sheets (Warner Bros.)
- 1995: Elixir (Warner Bros.)
- 1997: The Best of Fourplay (Warner Bros.) compilatiealbum
- 1998: 4 (Warner Bros.)
- 1999: Snowbound (Warner Bros.)
- 2000: Yes, Please! (Warner Bros.)
- 2002: Heartfelt (Bluebird)
- 2004: Journey (Bluebird)
- 2006: X (Bluebird)
- 2008: Energy (Heads Up)
- 2010: Let's Touch the Sky Heads Up)
- 2012: Esprit de Four Heads Up)
- 2015: Silver Heads Up)

Live samenwerkingen
- 1971: Barry White (bandlid)
- 1971: The Love Unlimited Orchestra (bandlid)
- 1979: Patrice Rushen (bandlid)
- 1980: Lee Ritenour (bandlid)
- 1981: Hubert Laws (bandlid)
- 1982: Joe Sample (bandlid)
- 1984: Al Jarreau (bandlid)
- 1985: Kenny Loggins (Live Aid, bandlid)
- 1986: Eric Clapton (bandlid)
- 1991: Fourplay (bandlid)
- 1994-1997: Phil Collins (bandlid)
- 2000: Babyface (Unplugged, bandlid)
- 2006: Herbie Hancock (bandlid)
- 2010-2014: Toto (bandlid)
- 2014: Daft Punk, Stevie Wonder, Nile Rodgers, Pharrell Williams (vertolker)
- 2014: Nathan East
- 2015: Eric Clapton (bandlid)

- Bibsys: 1015389
- Biblioteca Nacional de España: XX1085332
- Bibliothèque nationale de France: cb13921583p (data)
- CiNii: DA16216290
- Gemeinsame Normdatei: 134364171
- International Standard Name Identifier: 0000 0001 1450 550X
- Library of Congress Control Number: nr91011502
- MusicBrainz: aa82f6eb-ded9-4c0b-951d-2e638ca25c76
- Nationale Bibliotheek van Tsjechië: xx0030531
- Nationale en Universitaire bibliotheek Zagreb: 000066455
- Nederlandse Thesaurus van Auteursnamen: 074133586
- Virtual International Authority File: 85487553
- WorldCat: E39PBJfxbYp7fRJpTYktCpJv73